# Schizura concinna
Schizura concinna (tên tiếng Anh: Red-humped Caterpillar) là một loài bướm đêm thuộc họ Notodontidae. Nó được tìm thấy ở miền nam Canada to Florida và California.
Sải cánh dài khoảng 38 mm.
Ấu trùng ăn a wide range of woody plants.